# Cuentos del otro lado
Cuentos del otro lado es un libro de relatos de la autora madrileña Luz Olier publicado en diciembre de 2009. En esta obra, la también actriz y directora de doblaje desarrolla la idea de Mujer de sombrero con flor, ganadora del premio de teatro radiofónico Margarita Xirgu de 2006, convirtiéndolo en Los autorretratos.

## Argumento
El Leitmotiv de la obra, presente en cada uno de los relatos, es la búsqueda de la identidad, sea cual sea el credo, la cultura, la procedencia, la época o la condición de sus personajes. Estos varían desde una joven nativa americana en la época previa a la colonización española a un cura de la España de la posguerra.
El título hace referencia a ese “otro lado”, a la realidad metafísica en la que, como asegura la filosofía perenne, no existe pérdida ni decadencia, porque el alma humana no perece y está destinada a intuir la verdad última de la vida.
Cuentos del otro lado se divide en catorce relatos, cuya extensión varía entre un par de páginas y más de una docena.
El can descabezado 

Los autorretratos 

Identidad 

Anjali 

Chama 

Un adiós 

Soliloquio 

La señal de la cruz 

Tras la puerta 

El demiurgo 

vivir.es 

Confidencias 

El vagabundo 

Nuestro tren
En el relato titulado Nuestro tren, Luz Olier sitúa al lector a bordo de uno de los trenes de los atentados del 11 de marzo de 2004, que tuvieron lugar en Madrid.